# Insonnia (programma televisivo)
Insonnia è stato un programma televisivo italiano, condotto da Maurizio Costanzo e Pino Strabioli, che affrontano la questione dell'insonnia dal punti di vista medico, sociale e culturale; è andato in onda dal 5 luglio al 26 luglio 2020, dalle 23:55, su Rai 3.

## Descrizione
In ogni puntata, trasmessa da uno disseminato di pecore, è presente un ospite famoso afflitto da insonnia: Nancy Brilli, Leo Gassmann, Giuliana De Sio e Max Tortora. Ospite fisso della trasmissione è, invece, il professor Giuseppe Plazzi, presidente dell'Associazione Italiana Medicina del Sonno. A questi si aggiungono gli interventi di diverse persone comuni, trovate anche attraverso i social media, con filmati sulla storia dell'insonnia e sui grandi insonni della politica e dello spettacolo.